# 小花水丁香
小花水丁香（学名：Ludwigia perennis），又名细花丁香蓼，是柳叶菜科丁香蓼属的植物。分布在亚热带发区、澳大利亚热带地区、非洲、亚洲热带、台湾岛以及中国大陆的云南、广西、福建、海南等地，生长于海拔100米至600米的地区，一般生长在池塘或水田湿地，目前尚未由人工引种栽培。

## 异名
- Ludwigia caryophylle (Lam.) Merr. et Metc.